# Gymnangium elegans
Gymnangium elegans är en nässeldjursart som först beskrevs av Jean-Baptiste Lamarck 1816.  Gymnangium elegans ingår i släktet Gymnangium och familjen Aglaopheniidae. Inga underarter finns listade i Catalogue of Life.